# Eugênio Honold
Eugênio (Eugene) Honold (Nova Orleans, 9 de abril de 1861 — Rio de Janeiro, 30 de junho de 1950) foi um empreendedor alemão, naturalizado brasileiro, fazendeiro e diretor de várias companhias de mineração.

## Biografia

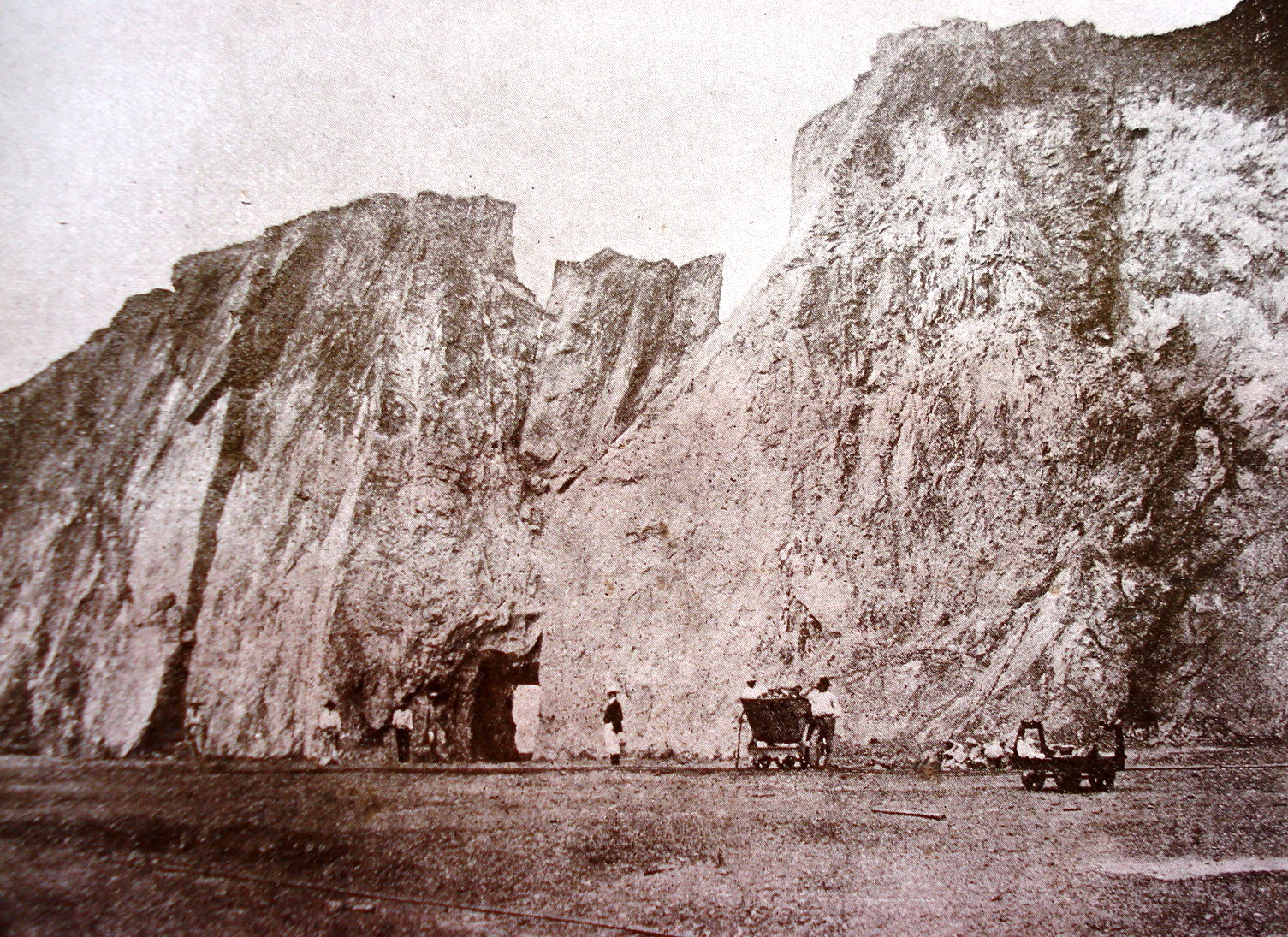
Morro da Mina, Foto da Revista Kósmos, 1907

Eugênio, filho dos alemães George Honold e Regina Laura Honold, nasceu nos Estados Unidos e veio para o Brasil com 21 anos de idade. Ele se dedicou a mineração de manganês e carvão, e era diretor e co-proprietário do Banco Nacional Brasileiro com sede no Rio de Janeiro. Foi diretor, entre outras, das Companhias de Manganês do Morro da Mina e da Estrada de Ferro e Minas em São Jerônimo, e diretor da Companhia de Seguros Brazil.
Por volta de 1915, Eugênio comprou terras em toda a península da Armação dos Búzios. Inicialmente ele acreditava que manchas escuras existentes nas superfícies dos pântanos eram petróleo ou turfa. Ao ver que isso não era o caso, começou a produzir e exportar bananas. A produção era escoada inclusive para a Europa, através dos vapores da Blue Star. Na mesma época ele comprou o que restava do latifúndio de Campos Novos, antigo convento e igreja, que no tempo dos Jesuítas hospedou Charles Darwin e Auguste de Saint-Hilaire. Lá ele plantou mandioca para a fabricação de farinha e criou gado leiteiro para a produção de laticínios. Ele também era sócio das empresas de energia elétrica e revenda de veículos automotivos na sede municipal.
Por volta de 1930, Eugênio construiu uma fábrica de farinha de banana e de mariola, mas foi forçado e interromper a exportação frutífera devido a um incêndio criminoso na plantação de bananas. Na década de 1940, com a Segunda Guerra Mundial, Eugênio teve que interromper suas atividades por força do governo, em consequência do rompimento das relações diplomáticas com as Potências do Eixo  em 1942
e da política de imigração de Getúlio Vargas. Esta via a proibição constitucional de estrangeiros possuírem latifúndios no país. Primeiro teve que cessar as exportações da fazenda, e depois foi exigida a sua saída da mesma. Eugênio passou suas propriedades cabofrienses para as duas filhas Regina e Luiza, que se tornaram acionistas majoritárias da recém-fundada Companhia Industrial Odeon, cujas terras da ponta de Búzios vieram a apresentar grande valorização em função dos loteamentos para construção de residência de veraneio. 
Quando faleceu, presidia a Companhia Industrial Odeon. Hoje uma praça em Búzios carrega o seu nome.

## Família
Ele era casado com Jeanne Maria Himmler (1866–1959), e tinha quatro filhos: Regina (1888–1969), Laurence (1890–1890), George (1891–1949), e Luiza (1894–1976).